# Рух за п'яту республіку
Рух за п'яту республіку (ісп. Movimiento V [Quinta] República, MVR) — колишня ліва, соціалістична політична партія у Венесуелі. Була заснована у липні 1997 року, привівши до перемоги на виборах президента Уго Чавеса.
На виборах 2005 року партія виборола 114 зі 167 місць у парламенті.
У жовтні 2007 року партію було реорганізовано в Об'єднану соціалістичну партію (PSUV).

## Лідери партії
- Уго Чавес
- Франсіско Амеліах
- Хуан Баррето
- Діосдадо Кабельйо
- Хессе Чакон
- Сілія Флорес
- Вільян Лара
- Ніколас Мадуро
- Тарек Вільям Сааб
- Луїс Таскон
- Іріс Варела
- Даріо Вівас